# Persone di nome Sergio/Politici
| Questa pagina contiene informazioni ricavate automaticamente dalle voci biografiche con l'ausilio del template Bio e di un bot. L'aggiornamento è periodico e automatico e ricostruisce completamente la pagina. Se manca una persona in questa lista, sei pregato di non aggiungerla, ma accertati piuttosto che la sua voce biografica contenga il template Bio e che i dati anagrafici siano correttamente compilati. Se il template Bio manca, inseriscilo tu stesso o, in alternativa, metti l'avviso {{tmp\|Bio}} che ne segnala la mancanza. Se i dati riportati sono sbagliati, correggi direttamente la voce biografica; le modifiche saranno visibili in questa lista entro pochi giorni. Per chiarimenti vedi il progetto antroponimi. La lista contiene solo le 80 persone che sono citate nell'enciclopedia e per le quali è stato implementato correttamente il template Bio. Pagina aggiornata al 22 giu 2025. |

Questa è una lista di persone presenti nell'enciclopedia che hanno il nome Sergio e sono politici.

## A(2)
- Sergio Abramo, politico e imprenditore italiano (Catanzaro, n. 1958)
- Sergio Andreis, politico e attivista italiano (Brescia, n. 1952)

## B(6)
- Sergio Battelli, politico italiano (Genova, n. 1982)
- Sergio Berlato, politico italiano (Marano Vicentino, n. 1959)
- Sergio Bitar, politico cileno (Santiago del Cile, n. 1940)
- Sergio Boccadutri, politico italiano (Palermo, n. 1976)
- Sergio Bolzonello, politico italiano (Pordenone, n. 1960)
- Sergio Boschiero, politico e giornalista italiano (Breganze, n. 1936 - Colleferro, † 2015)

## C(9)
- Sergio Castellaneta, politico italiano (Genova, n. 1932 - Genova, † 2018)
- Sergio Cavina, politico italiano (Ravenna, n. 1929 - Bologna, † 1977)
- Sergio Cecotti, politico e fisico italiano (Udine, n. 1956)
- Sergio Ceravolo, politico italiano (Genova, n. 1923 - Genova, † 2003)
- Sergio Chiamparino, politico italiano (Moncalieri, n. 1948)
- Sergio Cola, politico italiano (San Giuseppe Vesuviano, n. 1942)
- Sergio Coloni, politico italiano (Trieste, n. 1932 - Trieste, † 2010)
- Sergio Cortopassi, politico italiano (San Miniato, n. 1946)
- Sergio Cuminetti, politico e imprenditore italiano (Piacenza, n. 1929 - † 1997)

## D(6)
- Sergio D'Elia, politico, attivista e ex terrorista italiano (Pontecorvo, n. 1952)
- Sergio Dardini, politico italiano (Lucca, n. 1926 - † 1994)
- Sergio De Caprio, politico, saggista e generale italiano (Montevarchi, n. 1961)
- Sergio De Carneri, politico italiano (Cles, n. 1931)
- Sergio De Julio, politico italiano (Napoli, n. 1939)
- Sergio Divina, politico italiano (Trento, n. 1955)

## E(1)
- Sergio Ercini, politico e scrittore italiano (Orvieto, n. 1934 - Roma, † 2007)

## F(5)
- Sergio Fajardo, politico colombiano (Medellín, n. 1956)
- Sergio Fenoaltea, politico italiano (Roma, n. 1908 - Marino, † 1995)
- Sergio Flamigni, politico, scrittore e partigiano italiano (Forlì, n. 1925)
- Sergio Fontanari, politico italiano (Pergine Valsugana, n. 1930 - Trento, † 2022)
- Sergio Fumagalli, politico italiano (Milano, n. 1954)

## G(5)
- Sergio Gambini, politico italiano (Bologna, n. 1952)
- Sergio Genovesi, politico italiano (Mantova, n. 1943)
- Sergio Gentili, politico italiano (Roma, n. 1953)
- Sergio Gigli, politico e sindacalista italiano (Lucca, n. 1921 - Lucca, † 2002)
- Sergio Giordani, politico e dirigente sportivo italiano (Padova, n. 1953)

## I(2)
- Sergio Iannuccilli, politico e giornalista italiano (Moiano, n. 1944)
- Sergio Iritale, politico italiano (Crotone, n. 1949)

## J(1)
- Sergio Onofre Jarpa, politico e diplomatico cileno (Rengo, n. 1921 - Santiago del Cile, † 2020)

## L(1)
- Sergio Lo Giudice, politico italiano (Messina, n. 1961)

## M(8)
- Sergio Marchi, politico e diplomatico canadese (Buenos Aires, n. 1956)
- Sergio Martelli, politico, editore e giornalista italiano (Bologna, n. 1933 - Bologna, † 2020)
- Sergio Marullo Di Condojanni, politico italiano (Milazzo, n. 1918 - Messina, † 1988)
- Sergio Massa, politico e avvocato argentino (San Martín, n. 1972)
- Sergio Mattarella, politico e giurista italiano (Palermo, n. 1941)
- Sergio Merusi, politico e economista italiano (Novara, n. 1943)
- Sergio Milia, politico e cestista italiano (Sassari, n. 1960)
- Sergio Moroni, politico italiano (Brescia, n. 1947 - Brescia, † 1992)

## N(1)
- Sergio Nannini, politico e agronomo italiano (Finale Emilia, n. 1906 - Roma, † 1980)

## O(2)
- Sergio Olivieri, politico italiano (La Spezia, n. 1954)
- Sergio Osmeña, politico filippino (Cebu, n. 1878 - Quezon City, † 1961)

## P(8)
- Sergio Paolo, politico romano
- Sergio Pasina, politico italiano (Talamona, n. 1940)
- Sergio Pellizzari, politico italiano (Arzignano, n. 1924 - † 2010)
- Sergio Pezzati, politico italiano (Scandicci, n. 1931 - Firenze, † 2015)
- Sergio Michele Piffari, politico italiano (Valbondione, n. 1961)
- Sergio Pizzolante, politico italiano (Castrignano del Capo, n. 1961)
- Sergio Pollastrelli, politico italiano (Viterbo, n. 1934)
- Sergio Puglia, politico italiano (Portici, n. 1972)

## R(4)
- Sergio Rastrelli, politico italiano (Napoli, n. 1966)
- Sergio Reolon, politico italiano (Caracas, n. 1951 - Belluno, † 2017)
- Sergio Romagnoli, politico italiano (Fabriano, n. 1969)
- Sergio Rossi, politico italiano (Carpi, n. 1925 - Modena, † 2015)

## S(8)
- Sergio Sabattini, politico italiano (Bologna, n. 1946)
- Sergio Scaramal, politico italiano (Biella, n. 1953)
- Sergio Scarpa, politico italiano (Treviso, n. 1917 - Roma, † 2007)
- Sergio Camillo Segre, politico, giornalista e partigiano italiano (Torino, n. 1926 - † 2022)
- Sergio Silvestris, politico italiano (Molfetta, n. 1973)
- Sergio Simone, politico italiano (Cerignola, n. 1940)
- Sergio Soave, politico e storico italiano (Savigliano, n. 1946)
- Sergio Stanzani, politico e attivista italiano (Bologna, n. 1923 - Roma, † 2013)

## T(5)
- Sergio Tesi, politico italiano (Pistoia, n. 1921 - † 2016)
- Sergio Torromino, politico italiano (Crotone, n. 1965)
- Sergio Tortarolo, politico italiano (Savona, n. 1949)
- Sergio Trabattoni, politico italiano (Milano, n. 1937)
- Sergio Travaglia, politico e avvocato italiano (Fiume, n. 1923 - Milano, † 2020)

## V(6)
- Sergio Osmeña Jr., politico filippino (Cebu, n. 1916 - Los Angeles, † 1984)
- Sergio Vaccaro, politico italiano (Napoli, n. 1974)
- Sergio Vallotto, politico italiano (Noale, n. 1956)
- Sergio Vazzoler, politico italiano (Monastier di Treviso, n. 1940)
- Sergio Vedovato, politico italiano (San Benigno Canavese, n. 1947)
- Sergio Vetrella, politico italiano (Napoli, n. 1947)